# Список умерших в 687 году

## Март
- 20 марта — Катберт Линдисфарнский — епископ Хексема (684—685) и Линдисфарна (685—687), христианский святой.

## Апрель
- 3 апреля — Аль-Мухтар ас-Сакафи — основоположник движения шиитов-кайсанитов.

## Сентябрь
- 21 сентября — Конон — Папа Римский (686—687).

## Ноябрь
- 15 ноября — Эрвиг — король вестготов (680—687).

## Дата смерти неизвестна или требует уточнения
- Аль-Ахнаф, сподвижник пророка Мухаммеда, мусульманский полководец.
- Ибн Аббас — исламский богослов, сподвижник и двоюродный брат пророка Мухаммеда.
- Мул — король Кента (686—687).
- Оппа, епископ Туя.
- Ромуальд I — герцог Беневенто (662—687).
- Сивиард — настоятель монастыря Сен-Кале в Лё Мане.
- Стефан I — герцог Неаполя (684—687).
- Феодор I, Константинопольский патриарх.
- Феодор II — экзарх Равенны (678—687).
- Хеден I — правитель Вюрцбургского герцогства (640-е—687).